# Lista de membros do Uriah Heep

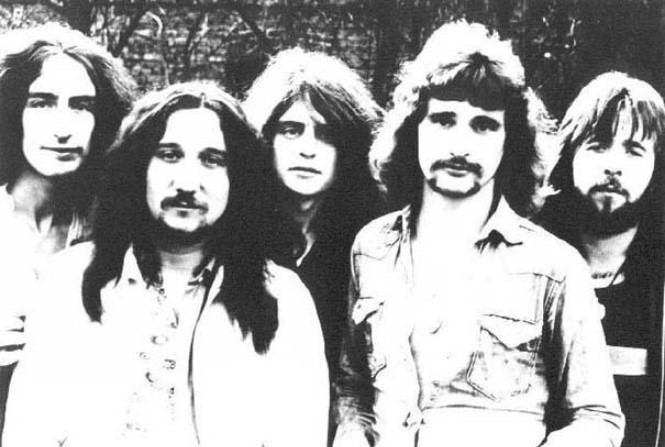
Formação da banda em 1972

Uriah Heep é uma banda de rock inglesa de Londres. Formado no final de 1969, o grupo originalmente contava com os seguintes membros: o vocalista David Byron, o guitarrista Mick Box, o tecladista, guitarrista e vocalista Ken Hensley, o baixista Paul Newton e o baterista Alex Napier.

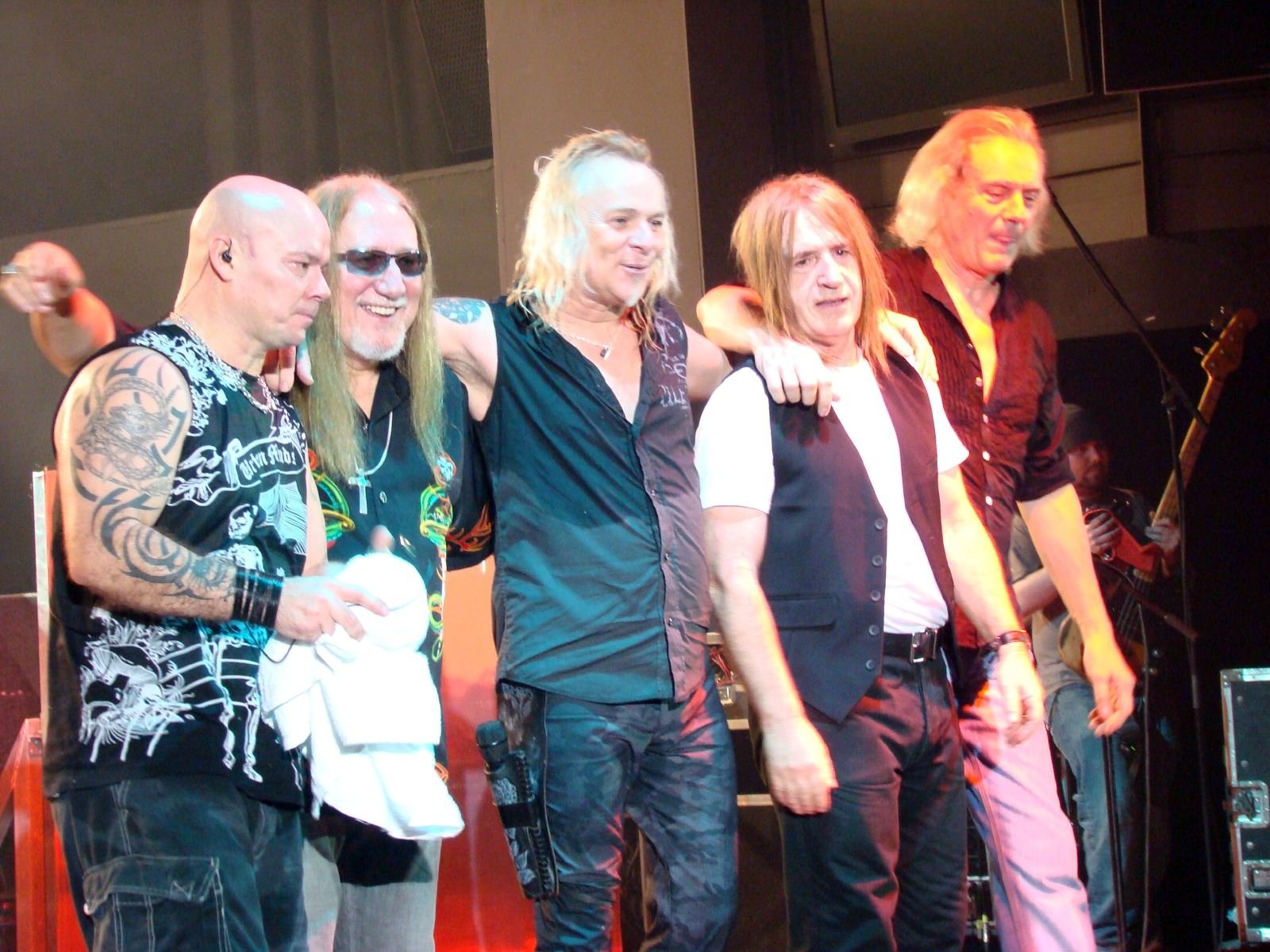
Formação da banda em 2008

Nigel Olsson substituiu Napier no início de 1970, com os dois bateristas contribuindo para o álbum de estreia da banda Very 'eavy... Very 'umble. Olsson foi substituído por Keith Baker e depois por Iain Clark, antes de Lee Kerslake se juntar como o primeiro baterista de longa data do grupo no final de 1971, quando Mark Clarke também substituiu Newton. Clarke foi posteriormente substituído por Gary Thain, que apareceu pela primeira vez em Demons and Wizards de 1972. Thain foi demitido da banda no início de 1975 devido a um "problema crescente com drogas", que acabou levando à sua morte por overdose de heroína em 8 de dezembro daquele ano; ele foi substituído por John Wetton.
Byron foi demitido do Uriah Heep em 1976 devido ao crescente abuso de álcool, que o levou à morte por insuficiência hepática em 1985. Ele foi substituído por John Lawton, já que o baixista Trevor Bolder também se juntou no mesmo período, após a saída de Wetton. Após o surgimento de tensões entre Lawton e Hensley, o vocalista saiu e foi substituído por John Sloman, enquanto Kerslake foi substituído por Chris Slade logo após sua chegada. Devido a desentendimentos com a adição de Sloman e a direção musical da banda, Hensley deixou a banda em 1980 e foi brevemente substituído por Gregg Dechert. Em abril de 1981, apenas Box permaneceu no Uriah Heep, reconstruindo a banda com a adição do baixista Bob Daisley, o retorno do baterista Kerslake (ambos recentemente saíram da banda de Ozzy Osbourne), o tecladista John Sinclair (mais tarde da banda de Ozzy Osbourne com Daisley,) e o novo vocalista Peter Goalby (recentemente do Trapeze).
Após o lançamento de Abominog e Head First, Bolder voltou ao Uriah Heep em 1983. Goalby e Sinclair saíram em 1986, com o tecladista do Sweet de Andy Scott, Phil Lanzon, e, brevemente, Steff Fontaine assumindo os vocais antes de Bernie Shaw ser contratado alguns meses depois. A formação do Uriah Heep permaneceu estável até janeiro de 2007, quando Kerslake foi forçado a deixar a banda devido a "problemas de saúde contínuos". Ele foi substituído por Russell Gilbrook em março. Em 21 de maio de 2013, Bolder morreu de câncer, tendo feito uma pausa na turnê devido a uma operação no início daquele ano com a cobertura de John Jowitt. Mais tarde, ele foi substituído por Dave Rimmer.

## Integrantes

### Atuais
| Imagem | Nome            | Período       | Instrumentos                                | Contribuições |
| ------ | --------------- | ------------- | ------------------------------------------- | --- |
|        | Mick Box        | 1969–presente | Guitarra backing vocals                     | Todos os lançamentos do Uriah Heep                                                                                        |
|        | Phil Lanzon     | 1986–presente | Teclados backing vocals e vocais principais | Todos os lançamentos de Uriah Heep de Live in Moscow (1988) em diante, exceto Live on the King Biscuit Flower Hour (1997) |
|        | Bernie Shaw     | 1986–presente | Vocais principais                           | Todos os lançamentos de Uriah Heep de Live in Moscow (1988) em diante, exceto Live on the King Biscuit Flower Hour (1997) |
|        | Russel Gilbrook | 2007–presente | Bateria percussão backing vocals            | Todos os lançamentos de Uriah Heep de Wake the Sleeper (2008) em diante                                                   |
|        | Dave Rimmer     | 2013–presente | Baixo backing vocals                        | Todos os lançamentos de Uriah Heep de Outsider (2014) em diante                                                           |

### Ex-integrantes
| Imagem | Nome           | Período | Instrumentos                                                | Contribuições |
| ------ | -------------- | --- | ----------------------------------------------------------- | --- |
|        | David Byron    | 1969–1976 (falecido em 1985)                                                                                 | Vocais                                                      | Todos os lançamentos de Uriah Heep de ...Very 'Eavy ...Very 'Umble (1970) até High and Mighty (1976) Live at Shepperton '74 (1986) Live on the King Biscuit Flower Hour (1997) |
|        | Paul Newton    | 1969–1971 (convidado ao vivo em 2019)                                                                        | Baixo backing vocals [ 26 ]                                 | ...Very 'Eavy ...Very 'Umble (1970) Salisbury (1971) Look at Yourself (1971) |
|        | Ken Hensley    | 1969–1980 (convidado ao vivo em 2001 e 2015) (falecido em 2020)                                              | Teclados guitarra backing vocals e vocais principais [ 26 ] | Todos os lançamentos do Uriah Heep de ...Very 'Eavy...Very 'Umble (1970) a Conquest (1980) Live in Europe 1979 (1986) Live at Shepperton '74 (1986) Live on the King Biscuit Flower Hour (1997) The Magician's Birthday Party (2002)                                                                                 |
|        | Alex Napier    | 1969–1970 (falecido em 2023)                                                                                 | Bateria                                                     | ...Very 'Eavy ...Very 'Umble (1970) |
|        | Nigel Olsson   | 1970 | Bateria percussão                                           | ...Very 'Eavy ...Very 'Umble (1970) (apenas duas faixas) |
|        | Keith Baker    | 1970 | Bateria                                                     | ...Very 'Eavy ...Very 'Umble (1970) (apenas uma faixa) Salisbury (1971) |
|        | Iain Clark     | 1970–1971 | Bateria                                                     | Look at Yourself (1971) |
|        | Lee Kerslake   | 1971–1979 1981–2007 (convidado ao vivo em 2015 e 2018) (falecido em 2020) [ 23 ] [ 27 ] [ 31 ] [ 32 ] [ 29 ] | Bateria percussão backing vocals [ 33 ] [ 34 ]              | Todos os lançamentos de Uriah Heep de Demons and Wizards (1972) a Fallen Angel (1978), e de Abominóg (1982) a Magic Night (2004) |
|        | Mark Clarke    | 1971–1972 | Baixo vocais [ 33 ]                                         | Demons and Wizards (1972) – apenas uma faixa |
|        | Gary Thain     | 1972–1975 (falecido em 1975)                                                                                 | Baixo backing vocals [ 36 ]                                 | Todos os lançamentos de Uriah Heep de Demons and Wizards (1972) a Wonderworld (1974) Live at Shepperton '74 (1986) Live on the King Biscuit Flower Hour (1997) |
|        | John Wetton    | 1975–1976 (falecido em 2017)                                                                                 | Baixo vocais piano mellotron [ 37 ] [ 34 ]                  | Return to Fantasy (1975) High and Mighty (1976) |
|        | Trevor Bolder  | 1976–1981 1983–2013 (até sua morte) [ 38 ] [ 39 ] [ 40 ]                                                     | Baixo backing vocals e vocais principais [ 41 ]             | Firefly (1977) Innocent Victim (1977) Fallen Angel (1978) Conquest (1980) Equator (1985) Live in Europe 1979 (1986) Todos os lançamentos de Uriah Heep de Live in Moscow (1988) a Spellbinder (1996), e de Sonic Origami (1998) a Official Bootleg Volume Six: Live at the Rock of Ages Festival Germany 2008 (2013) |
|        | John Lawton    | 1976–1979 (substituto ao vivo em 1995 e 2013; convidado ao vivo em 2001 e 2019) (falecido em 2021)           | Vocais guitarra acústica [ 44 ]                             | Firefly (1977) Innocent Victim (1977) Fallen Angel (1978) Live in Europe 1979 (1986) The Magician's Birthday Party (2002) |
|        | John Sloman    | 1979–1981 | Vocais piano percussão teclados [ 45 ]                      | Conquest (1980) |
|        | Chris Slade    | 1979–1981 | Bateria percussão [ 45 ]                                    | Conquest (1980) |
|        | Gregg Dechert  | 1980–1981 | Teclados                                                    | "Think It Over" e "My Joanna Needs Tuning (Inside Out)" (1980) |
|        | Bob Daisley    | 1981–1983 | Baixo backing vocals [ 35 ]                                 | Abominog (1982) Head First (1983) |
|        | John Sinclair  | 1981–1985 | Teclados backing vocals [ 35 ]                              | Abominog (1982) Head First (1983) Equator (1985) |
|        | Peter Goalby   | 1981–1985 | Vocais guitarra acústica [ 46 ]                             | Abominog (1982) Head First (1983) Equator (1985) |
|        | Steff Fontaine | 1986 | Vocais                                                      | A Time of Revelation: 25 Years On (1996) |

### Substitutos
| Imagem | Nome            | Período | Instrumentos | Contribuições |
| ------ | --------------- | ------- | ------------ | --- |
|        | John Jowitt     | 2013    | Baixo        | Jowitt fez uma turnê com a banda no início de 2013, enquanto Bolder passou por uma operação não revelada.                        |
|        | Stefan Berggren | 2016    | Vocais       | Berggren substituiu Shaw em duas ocasiões em 2016, devido a compromissos familiares.                                             |
|        | Don Airey       | 2020    | Teclados     | O tecladista do Deep Purple, Don Airey, substituiu Lanzon em dois shows em janeiro de 2020, após a morte do filho do tecladista. |

### Músicos de sessão
| Imagem | Nome                                                                                      | Período                      | Instrumentos                                 | Contribuições                                              |
| ------ | ----------------------------------------------------------------------------------------- | ---------------------------- | -------------------------------------------- | ---------------------------------------------------------- |
|        | Colin Wood                                                                                | 1969                         | Teclados                                     | ...Very 'Eavy ...Very 'Umble (1970)                        |
|        | John Fiddy                                                                                | 1970                         | Arranjo de metais e sopros                   | Salisbury (1971)                                           |
|        | Manfred Mann                                                                              | 1971                         | Sintetizador moog                            | Look at Yourself (1971)                                    |
|        | Ted Osei                                                                                  | 1971                         | Percussão                                    | Look at Yourself (1971)                                    |
|        | Mac Tontoh                                                                                | 1971                         | Percussão                                    | Look at Yourself (1971)                                    |
|        | Loughty Amao                                                                              | 1971                         | Percussão                                    | Look at Yourself (1971)                                    |
|        | Brian Cole                                                                                | 1972                         | Pedal steel                                  | The Magician's Birthday (1972)                             |
|        | Jose Gabriel                                                                              | 1974                         | Sintetizadores                               | Wonderworld (1974)                                         |
|        | Michael Gibbs                                                                             | 1974                         | Arranjos orquestrais                         | Wonderworld (1974)                                         |
|        | Chris Mercer                                                                              | 1978                         | Saxofone                                     | Fallen Angel (1978)                                        |
|        | Gerry Bron                                                                                | 1979 (falecido em 2012)      | Tímpano                                      | Conquest (1980)                                            |
|        | Frank Ricotti                                                                             | 1983 1988–1989               | Percussão                                    | Head First (1983) Raging Silence (1989) [ 59 ] [ 60 ]      |
|        | Maria Zackojiva                                                                           | 1988–1989                    | Palavras em russo                            | Raging Silence (1989)                                      |
|        | Brett Morgan                                                                              | 1988–1989 1990               | Bateria                                      | Raging Silence (1989) Different World (1991) [ 60 ] [ 61 ] |
|        | Danny Wood                                                                                | 1990                         | Acordeão                                     | Different World (1991)                                     |
|        | Benny Marshall                                                                            | 1990                         | Harmônica                                    | Different World (1991)                                     |
|        | Steve Piggott                                                                             | 1990                         | Programação de teclado                       | Different World (1991)                                     |
|        | Criança da Queen Elizabeth's Grammar School, Alford (como "Coral de All God's Children ") | 1990                         | Coro                                         | Different World (1991)                                     |
|        | Andrew Willoughby                                                                         | 1990                         | Maestro de coro                              | Different World (1991)                                     |
|        | Piet Sielck                                                                               | 1994–1995                    | Teclados adicionais                          | Sea of Light (1995)                                        |
|        | Pete Beckett                                                                              | 1994–1995                    | Backing vocals adicionais arranjos de cordas | Sea of Light (1995)                                        |
|        | Rolf Köhler                                                                               | 1994–1995 (falecido em 2007) | Backing vocals adicionais                    | Sea of Light (1995)                                        |

## Formações
As datas foram retiradas do site oficial da banda. As alterações de membros são destacadas em negrito.
| Período                               | Membros | Álbuns de estúdio                                                                                        |
| ------------------------------------- | --- | --- |
| Outono de 1969 - janeiro de 1970      | - David Byron – vocais - Mick Box – guitarra, backing vocals - Paul Newton – baixo, backing vocals - Alex Napier – bateria - Ken Hensley – teclados, guitarra, vocais                                                  | - ...Very 'Eavy ...Very 'Umble (1970)                                                                    |
| Janeiro - fevereiro de 1970           | - David Byron – vocais - Mick Box – guitarra, backing vocals - Paul Newton – baixo, backing vocals - Ken Hensley – teclados, guitarra, vocais - Nigel Olsson – bateria                                                 | - ...Very 'Eavy ...Very 'Umble (1970) ("Lucy Blues" e "Dreammare" apenas)                                |
| Fevereiro - outubro de 1970           | - David Byron – vocais - Mick Box – guitarra, backing vocals - Paul Newton – baixo, backing vocals - Ken Hensley – teclados, guitarra, vocais - Keith Baker – bateria                                                  | - Salisbury (1971)                                                                                       |
| Outubro de 1970 - novembro de 1971    | - David Byron – vocais - Mick Box – guitarra, backing vocals - Paul Newton – baixo, backing vocals - Ken Hensley – teclados, guitarra, vocais - Iain Clarke – bateria                                                  | - Look at Yourself (1971)                                                                                |
| Novembro de 1971 - fevereiro de 1972  | - David Byron – vocais - Mick Box – guitarra, backing vocals - Ken Hensley – teclados, guitarra, vocais - Lee Kerslake – bateria, backing vocals - Mark Clarke – baixo, vocal                                          | - Demons and Wizards (1972) ("The Wizard" e "Why" apenas)                                                |
| Fevereiro de 1972 - fevereiro de 1975 | - David Byron – vocais - Mick Box – guitarra, backing vocals - Ken Hensley – teclados, guitarra, vocais - Lee Kerslake – bateria - Gary Thain – baixo, backing vocals                                                  | - Demons and Wizards (1972) - The Magician's Birthday (1972) - Sweet Freedom (1973) - Wonderworld (1974) |
| Março de 1975 - agosto de 1976        | - David Byron – vocais - Mick Box – guitarra, backing vocals - Ken Hensley – teclados, guitarra, vocais - Lee Kerslake – bateria, backing vocals - John Wetton – baixo, vocais, teclados                               | - Return to Fantasy (1975) - High and Mighty (1976)                                                      |
| Setembro de 1976 - outubro de 1979    | - Mick Box – guitarra, backing vocals - Ken Hensley – teclados, guitarra, vocais - Lee Kerslake – bateria, backing vocals - Trevor Bolder – baixo, backing vocals - John Lawton – vocais                               | - Firefly (1977) - Innocent Victim (1977) - Fallen Angel (1978)                                          |
| Novembro de 1979 - maio de 1980       | - Mick Box – guitarra, backing vocals - Ken Hensley – teclados, guitarra, vocais - Trevor Bolder – baixo, backing vocals - John Sloman – vocais, piano, teclados - Chris Slade – bateria                               | - Conquest (1980)                                                                                        |
| Julho de 1980 - abril de 1981         | - Mick Box – guitarra, backing vocals - Trevor Bolder – baixo, backing vocals - John Sloman – vocais, piano, teclados - Chris Slade – bateria - Gregg Dechert – teclados                                               | - Conquest (1980) ("Love Stealer," "Think It Over," e "My Joanna Needs Tuning (Inside Out)" apenas)      |
| Abril de 1981 - abril de 1983         | - Mick Box – guitarra, backing vocals - Lee Kerslake – bateria, backing vocals - Bob Daisley – baixo, backing vocals - John Sinclair – teclados, backing vocals - Peter Goalby - vocais                                | - Abominog (1982) - Head First (1983)                                                                    |
| Maio de 1983 - novembro de 1985       | - Mick Box – guitarra, backing vocals - Lee Kerslake – bateria, backing vocals - John Sinclair – teclados, backing vocals - Peter Goalby – vocais, guitarra acústica ocasional - Trevor Bolder – baixo, backing vocals | - Equator (1985)                                                                                         |
| Novembro de 1985 - julho de 1986      | - Mick Box – guitarra, backing vocals - Lee Kerslake – bateria, backing vocals - Trevor Bolder – baixo, backing vocals                                                                                                 | nenhum                                                                                                   |
| Julho - setembro de 1986              | - Mick Box – guitarra, backing vocals - Lee Kerslake – bateria, backing vocals - Trevor Bolder – baixo, backing vocals - Phil Lanzon – teclados, backing vocals - Steff Fontaine – vocais                              | nenhum                                                                                                   |
| Setembro de 1986 - janeiro de 2007    | - Mick Box – guitarra, backing vocals - Lee Kerslake – bateria, backing vocals - Trevor Bolder – baixo, backing vocals - Phil Lanzon – teclados, vocais - Bernie Shaw - vocais                                         | - Raging Silence (1989) - Different World (1991) - Sea of Light (1995) - Sonic Origami (1998)            |
| Março de 2007 - maio de 2013          | - Mick Box – guitarra, backing vocals - Trevor Bolder – baixo, vocal - Phil Lanzon – teclados, backing vocals - Bernie Shaw - vocais - Russell Gilbrook – bateria, backing vocals                                      | - Wake the Sleeper (2008) - Into the Wild (2011)                                                         |
| Maio de 2013 - presente               | - Mick Box – guitarra, backing vocals - Phil Lanzon – teclados, backing vocals - Bernie Shaw - vocais - Russell Gilbrook – bateria, percussão, backing vocals - Dave Rimmer – baixo, backing vocals                    | - Outsider (2014) - Living the Dream (2018) - Chaos & Colour (2023)                                      |